# Lac du Cimon
Le lac du Cimon est situé dans le massif du Mercantour, à 2 645 m d'altitude, sur la commune de Saint-Étienne-de-Tinée, dans le département des Alpes-Maritimes.

## Accès
Le lac du Cimon est accessible aux randonneurs depuis le lac de Rabuons, juste au-dessus du lac Chaffour sur le chemin menant au Pas de Rabuons.